# 帶原者

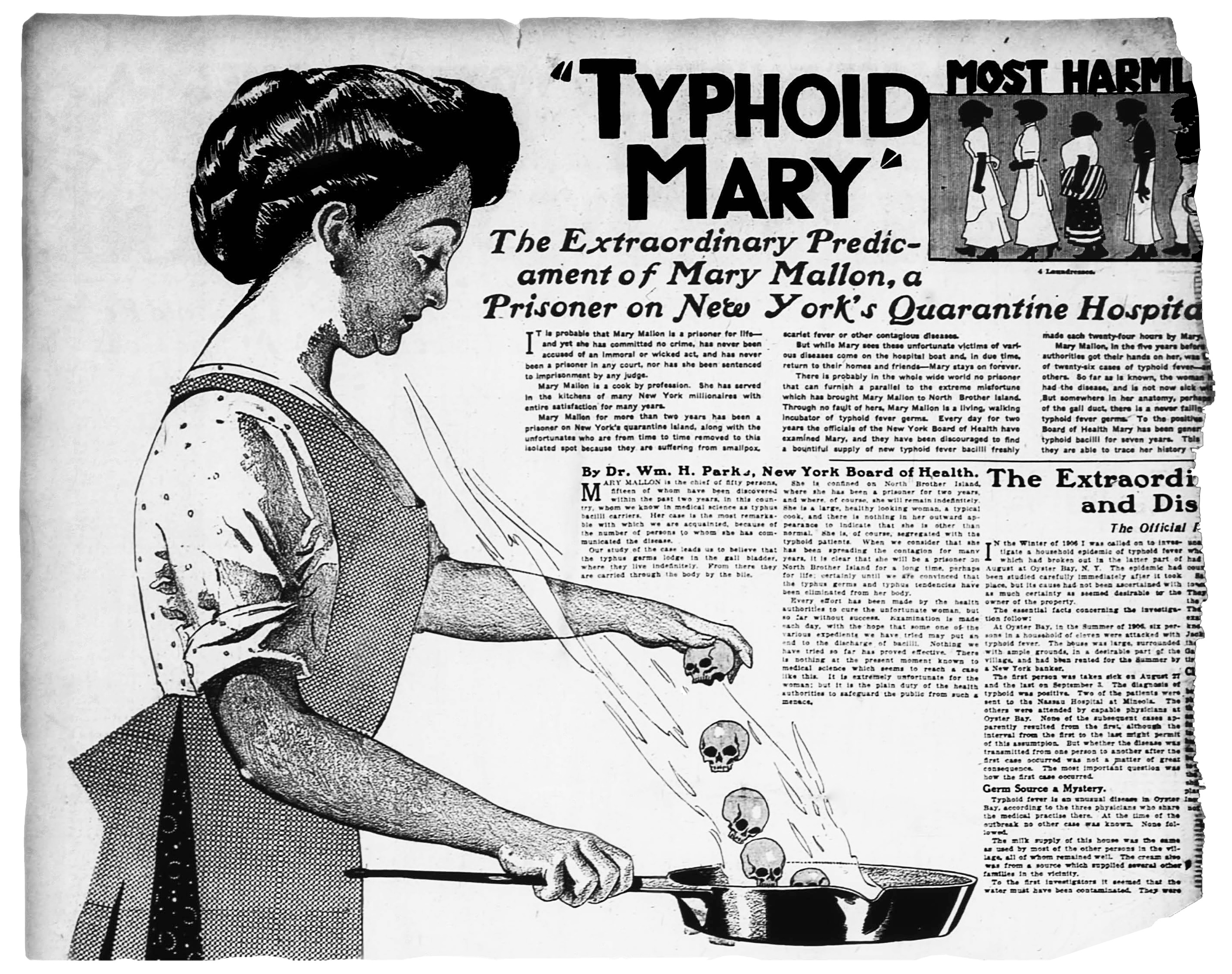
在1909年報紙插圖的傷寒瑪莉

帶原者（英語：Asymptomatic carrier）指受到傳染病病原體的感染或帶有隱性遺傳疾病的不正常基因，卻不表現症狀的人。即使不受到疾病或基因可感染到的影響，他們仍能夠將傳染性疾病的病原體散播給其他個體。而基因則可透過性行為傳給子代。但對遺傳學而言，部分可造成疾病的隱性基因對帶原者來說，仍會產生微觀或不易察覺的生理變化、這種現象稱為帶原（俗稱帶菌）。對醫學、流行病學、公共衛生以及優生保健的發展是一種潛在的阻礙。

## 歷史
瑪莉·馬龍是美國第一位被發現帶有傷寒桿菌的健康帶原者，曾經在紐約市擔任許多家庭的廚師，造成許多人感染傷寒熱。

## 其他案例

### 遺傳疾病
維多利亞女王的女兒愛麗絲公主（Alice）和比阿特麗斯公主（Beatrix），都是沒有表現症狀的性聯遺傳的血友病帶原者。這兩位公主也都透過子女的婚姻將此基因流傳到西班牙和俄國，遺憾的是，性聯遺傳的疾病基因一旦傳給男嬰，就註定讓這名男孩將來逃不過血友病的困擾，且一定會將此基因遺傳給他的下一代。因互相通婚、聯姻的外交和政治習慣，而使此病在歐洲皇室之間蔓延開來。